# Антахкарана
Антахкарана (Антаскарана, Antaxkarana; санскр.: антах — внутренний; карана — инструмент, «причина обусловленности в самсаре») — термин в индийской философии, имеющий различные значения в каждой философской школе. Шанкара переводит это слово как «понимание»; другие — как «внутренний инструмент (янтра), васаны/самскары, клеши (помрачения чистого сознания, или майа, эгоизм, материализм, атеизм, настика) в тонком/психическом теле (см. Коша (веданта)), образованная инстинктивным/рефлексивным мыслящим (вернее спекулятивным) принципом и эгоизмом». В веданте термином антахкарана обозначают в целом весь помрачённый ум и разум, что расположены между «Я» (Атма) и внешним инструментом — грубым физическим телом, состоящим из 5 элементов (земля, вода, огонь, воздух, эфир). В йоге (согласно Горакшанатху), антахкарана — это инструмент сознания (при условии его очищения светом самадхи, чистоты и ясности ума), используемый человеческим существом для познания себя как души, совокупность феноменальных проявлений разума. Антахкарана некоторыми индийскими религиозными мыслителями отождествляется с ахамкарой.
Некоторые школы индийской философии (например санкхья) рассматривают антахкарану трехчастной — состоящей из манаса, буддхи и ахамкары. В других (например, веданте) антахкарана состоит из четырёх подразделений: манас, буддхи, ахамкара и читта[страница не указана 2804 дня]. Горакшанатх в своем учении добавляет ещё пятый аспект — чайтанья (сознание).

## Описание
1. Ахамкара (Ahaṃkāra, अहंकार) — гордое «чувство я», эго, самость. То, что создает в человеке ощущение уникальности, индивидуальности, восприятие себя как личности. Такие ощущения являются результатом того, что посредством ахамкары духовное/субъективное «я» человека отождествляется с различными материальными объектами, а также физическими и умственными (психическими) явлениями, из чего рождается нерелигиозная философия настика (атеизм, материализм). Термин зародился в ведийской философии около 3 тыс. лет назад. В Бхагавад-гите Кришна обращается к Арджуне с тем, что ахамкара должна быть удалена (растворена в опыте самадхи, и «интегрированна» с ощущением благостного состояния йогической связи души с Богом, атмана с Параматмой, Брахмана с Парабрахманом), а другими словами она должна быть подчинена владыке. Потому как Атман не доступен человеку, находящемуся в состоянии ахамкары.
2. Буддхи — разум/интеллект, высший ум; обладая свойством различения, он дает этическую/моральную оценку действиям манаса-ума, его идеям, мыслям и содержанию тех фактов, которые они содержат. Также он контролирует низший ум (манас), обуздывает его санкальпы (инстинктивные\рефлексивные намерения совершать грехи в погонях за сиюминутными целями, например у животных малоразвит буддхи, потому они не задумываясь могут убить жертву на охоте, но человек имеющий буддхи не будет нарушать заповеди «не убий» зная о последствиях. Это пример Буддхи, «ясного» разума).
3. Манас — «животный», низший спекулятивный ум, недисциплинированный, рефлексивный, он сравнивает и классифицирует идеи и образы объектов в разуме, размышляет о них. Манас очень подвержен ощущениям пяти органам чувств — приятным запахам, вкусам, ощущениям кожи, звукам и визуальным образам, и когда он лишается их — готов инстинктивно искать способ обрести это ощущение комфорта для чувств опять и опять. Это обеспечивает самосохранение (см. Инстинкт самосохранения), выживание существа, даёт ему мотивацию искать пищу (у низших существ — животных, птиц, рыб, и даже растений, тоже стремящихся жить) или работать (если говорить о человеке), обустраивать дом (защищать его, охранять), но это же является причиной начала раздора и вражды между тем, кто защищается и тем, кто нападает (см. Социальный дарвинизм). Манас обычно думает как материалист, что «живём один раз», потому не считается с возможными последствиями после смерти (не веря в «загробную» жизнь, реинкарнацию), в худшем случае — не считается также и с возможными последствиями при жизни. Из неконтроллируемого манаса рождаются человеконенавистные философии о «сверхчеловеке», о высшей и низшей расе, и рождаются философские теории оправдывающие насилие, особенно в отношении тех, кто идёт путём духовного развития. Манас не способен постичь душу и Высшую Душу (Бога), потому считает верующих людей «тунеядцами», «паразитами», считая что каждый должен работать, а не молиться. Осквернённый манас не способен понять слова писаний что «следующего санатана-дхарме — дхарма защищает», поскольку не видит разницы между внутренним действием (например погруженность во «внутренее самадхи») и безделием (пустой тратой времени). Осквернение 5 чувств и манаса может со временем осквернить буддхи и начать осквернять чистое сознание души, увеличивая ахамкару (Антахкарану, что подобна вредоносному «вирусу» в сознании и читте — «накопителе опыта») до такого состояния, что духовный искатель разочаровывается во всех религиях и становится атеистом, считая что Бога и души не существует, а есть лишь материя (майа, отсюда философия майавады — «всё есть майа»). Такой философ отвергает реальность атмана и брахмана, отождествляет себя с телом/набором материальных элементов, потому может оправдать любой поступок (при этом рискуя быть наказанным вселенскими/божественными законами).
4. Читта — часть разума, которая погружена во внешний мир, она накапливает и сохраняет ментальные образы и факты. Читта проявлена преимущественно в подсознательных действиях.
5. Чайтанья — сознание, обладающее качествами спокойного осознавания, созерцания, отсутствия колебаний. В чистом состоянии Чайтанья-самадхи душа находится в медитативном состоянии, йогической связи с Богом, однако осквернённое состояние (влияние тамаса, раджаса и даже саттвы — в виде действий, мыслей и желаний) могут вывести человека из этого состояния самадхи. незакреплённое «Чайтанья-самадхи» разрушается из-за антахкараны.

В эзотерике антахкарана — путь, или мост, между высшим и низшим умами, служащий средством сообщения между ними, но при этом отвлекающий от самадхи. Он выстраивается самим человеком стремящимся в ментальной материи.
В восточной философии антахкарана — это разум, который контролирует физическое тело. Во время медитации антахкарану нужно растворять (как и васаны, самскары, греховный санкальпы/намерения, мысли-помыслы и желания). В чистом самадхи антахкарана отсутствует.
В оккультизме антахкарана — тропа или мост (антахкарана в очищенном состоянии) между высшим и низшим манасом, а также препятствие (антахкарана не интегрированна, не растворена в «божественном огне» в процессе самадхи) между божественным Я (Параматмой/Парабрахманом) и личной душой человека (эго, атмой или брахманом — «священослужителем», знающим Пара-Брахман, Бога). Он служит посредником между обоими и передает от низшего эго (самости) к высшему я (в том числе «Божественному Я») все те личные впечатления и мысли человека, которые могут быть по своей природе ассимилированы (интегрированны в духовный опыт) и накоплены неумирающей сущностью и, таким образом, стать бессмертными вместе с нею. Эти «вечные» трансцендентальные впечатления (самадхи) приходят с духовного измерения от божеств, именно божества растворяют антахкарану и дают духовную силу (шакти), духовное блаженство и счастье, радость (постоянное самадхи) что приходят вследствие искоренения/сжигания антахкараны.
Избавление от антахкараны приводит к нирвикальпа-самадхи